# Landespreis für Heimatforschung
Der Landespreis für Heimatforschung Baden-Württemberg wird seit 1981 ausgeschrieben, um beispielhafte wissenschaftliche Leistungen von Menschen zu würdigen, die sich ehrenamtlich mit einem Gebiet der Heimatforschung befassen.

## Kriterien
Mit dem Landespreis werden in sich geschlossene Einzelwerke ausgezeichnet, die auf eigener Forschung beruhen. Dies muss durch den Nachweis der verwendeten Quellen und durch entsprechende Literaturhinweise dargelegt werden. Die Arbeiten dürfen nicht im Zusammenhang mit einer wissenschaftlichen Ausbildung stehen, jede Arbeit kann nur einmal eingereicht werden. Bereits ausgezeichnete Preisträgerinnen und Preisträger können nicht ein weiteres Mal ausgezeichnet werden. Nach dem 30. Lebensjahr können sich Jugendförderpreisträgerinnen und Jugendförderpreisträger sowie Schülerpreisträgerinnen und Schülerpreisträger erneut bewerben. Für den Schülerpreis müssen die wissenschaftlichen Kriterien nicht voll erfüllt werden.

## Stifter
Über die Vergabe des Preises entscheidet eine Jury, die sich aus je acht Vertretern der Stifter zusammensetzt. Die Stifter des Preises sind: das Land Baden-Württemberg (Ministerium für Kultus und Sport) und der Landesausschuss für Heimatpflege.

## Schülerpreis
Aus Anlass des 50. Jahrestages der Gründung Baden-Württembergs im Jahre 2002 wurde von den Stiftern des Preises zusätzlich ein Schülerpreis gestiftet.

## Kategorien

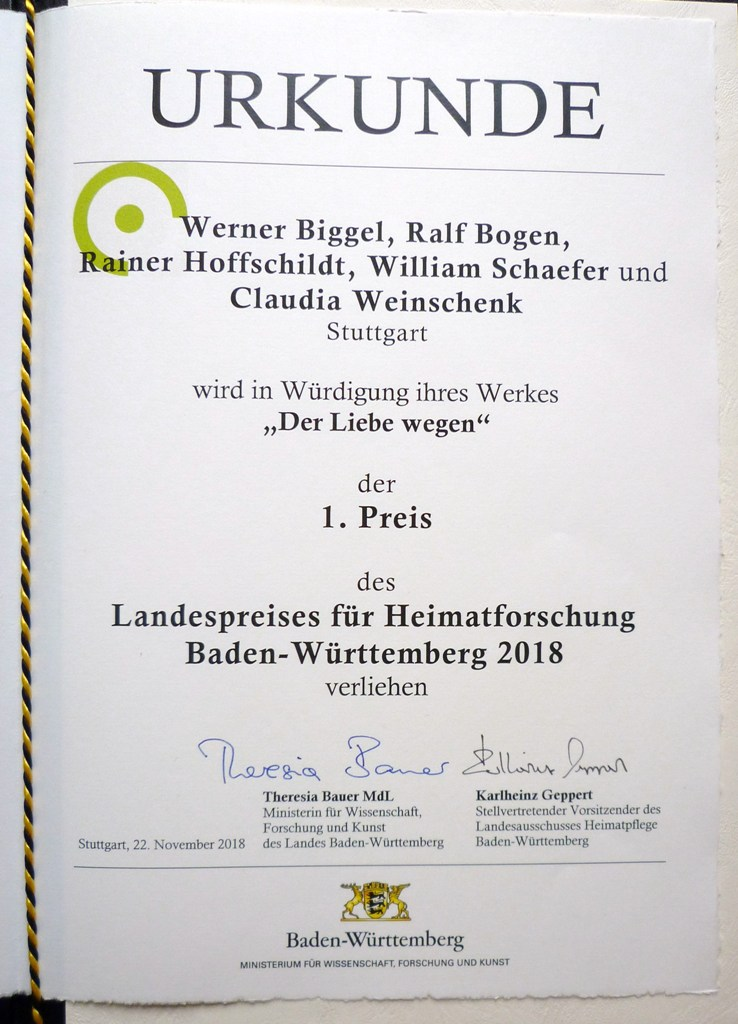
Verleihungsurkunde aus dem Jahr 2018

Arbeiten zu folgenden Kategorien – die in einer Verbindung zu Baden-Württemberg stehen – können eingereicht werden:
- Orts-, Regional- und Landesgeschichte – auch im Hinblick auf ein zusammenwachsendes Europa
- Neue Heimat in Baden-Württemberg
- Heimatmuseen, Heimatforschung
- Natur und Naturschutz, Landschaftsschutz, Umweltschutz
- Entwicklung und Geschichte von Technik und Industrie
- Denkmalschutz, Dorferneuerung, Stadterneuerung
- Kunst und Architektur
- Dialektforschung, Literatur, Brauchtum
- Volksmusik, Volkstanz, Tracht
- Bevölkerung und Minderheiten
- Bürgerengagement, Bürgerbeteiligung

Bewerbung in drei Kategorien möglich.

## Preise
- Hauptpreis: 5000 €
- Zwei Preise zu je: 1300 €
- Jugendförderpreis: 1300 €
- Schülerpreis: 1300 €

## Preisträger
2021
1. Preis
•  Matthias Maier, Gundelfingen
Johann Schaeuble (1904–1968). Dozent für Erb- und Rassenbiologie an der Universität Freiburg 1937–1945
2. Preise
- Dr. Bernd Hainmüller, Freiburg Tod am Schauinsland – Das "Engländerunglück" am 17. April 1936 und seine Folgen. Eine historische Dokumentation
- Ulrich Fröhner, Kirchberg/Jagst Mistlauer Dorfgeschichten

Preise „Heimatforschung Digital“
- Bernd Pieper, Oberndorf am Neckar www.burg-ruinen.de
- Claudia Söder, Thorsten Söder, Ludwig Müllner und Mátyás Gritsch†, Freiberg / Aglasterhausen Homepage Ödenburger Land

Jugendförderpreise
- Aaron und Raphael Haas, Ellwangen Todesmärsche 1945 "unendlich war das Leid". Dokumente und Zeitzeugen exemplarisch am Dorf Neunheim
- David Butschek und Jonathan Arnold, Wellendingen / Rottweil Rottweil im Zeichen des Nationalsozialismus

Schülerpreise
- Louis Hulin, Rheinfelden Rheinfelden Früher – Heute
- Konrad Möller, Filderstadt Going to the dogs. Die Erfolgsgeschichte der Windhundrennbahn Plattenhardt und ihre Einordnung in die historische und gesellschaftliche Entwicklung

2019
1. Preis
- Dietmar Waidelich, Karlsruhe (Filmportrait): Von Slawenaposteln, Waldweide und Holzhauern. Die Geschichte von Simmersfeld im Nordschwarzwald

2. Preise
- Thomas Siegmann, Rheine (Filmportrait): „... er heftete seine Seele an den lebendigen Gott“ Spuren und Zeugnisse jüdischen Lebens in der Landgemeinde Hüffenhardt zwischen Odenwald, Kraichgau und Neckartal
- Sybille Eberhardt, Rechberghausen (Filmportrait https://www.youtube.com/watch?v=3gw_yKNKF28): Als das „Boot“ zur Galeere wurde.

Jugendförderpreis
- Jannik Staudenmaier, Donzdorf (Filmportrait): Demokratie „lernen“? Die Forum-Veranstaltungen im Landkreis Göppingen, 1948–1950

Schülerpreise
- Patricia Samol und Samira Schumacher, Mosbach (Filmportrait): „If there is a room in your heart, there is room in your home.“ Das UNRRA International Children Center Aglasterhausen: Der Schwarzacher Hof - ein Ort für einen Neustart?
- Jonas Riedel, Freiburg im Breisgau (Filmportrait): Kultur von unten. Die Freiburger Hausbesetzer und ihre Wirkung auf die Kulturszene.

2018
1. Preis
- Werner Biggel, Ralf Bogen, Rainer Hoffschildt, William Schaefer und Claudia Weinschenk, Stuttgart (Filmportrait): „Der Liebe wegen“. Von Menschen im deutschen Südwesten, die wegen ihrer Liebe und Sexualität ausgegrenzt und verfolgt wurden.

2. Preise
- Erwin Gayer, Eberdingen (Filmportrait): NUSSDORF – Eine Gölte Wasser ...
- Klaus Steinke, Sindelfingen (Filmportrait): Teehaus, Tanz und Berg der Wahrheit.

Jugendförderpreis
- Mara Pfeffer, Leonie Pfeffer, Kristiana Zhelegu, Léon Fisel und Janina Fabriz (Filmportrait): Trugschluss einer aufgearbeiteten Vergangenheit? Heilbronns Umgang mit dem Nationalsozialismus.

Schülerpreise
- Johannes Rösch und Daniel Meßmer, Engen (Filmportrait). Eingemeindung von Welschingen in die Stadt Engen.
- Geschichts-AG des Nicolaus-Kistner-Gymnasiums Mosbach: „Schau mal an!“ – Mosbacher Geschichte(n).

2017
1. Preis
- Reinhold Beck, Esslingen (Filmportrait): Flora von Esslingen - Entwicklung in den vergangenen 200 Jahren und Dokumentation des aktuellen Bestandes.

2. Preise
- Rudolf Röder, Stuttgart (Filmportrait): Carl von Etzel und Ludwig von Klein - Württembergs Eisenbahnpioniere und ihr Wirken in aller Welt.
- Ernst Kühnle, Leinfelden-Echterdingen (Filmportrait): Das „Esslinger Tagebuch“ der jüdischen Schülerin Marta Goldschmidt (1935/36). Edition und Kommentar.

Jugendförderpreis
- Tim Hartenstein, Karlsruhe (Filmportrait): Digitale Spurensuche in meinem Lebensraum.

Schülerpreise
- Sophie Rotfuß und Jana Tolksdorf, Elztal (Filmportrait): Von der Mauer zur Tür - Die Simultankirche St. Juliana in Mosbach.
- Paul Klein, Ebringen (Filmportrait): Der Freiburger Trümmerexpreß. Mit Volldampf in Richtung Wiederaufbau!

2016
1. Preis
- Edith Wolber, Meckesheim (Filmportrait): Jüdisches Leben in Meckesheim bis 1940. Die vergessene Geschichte eines Kraichgaudorfes.

2. Preise
- Ulrich A. Seif, Schorndorf: Die Tabak- und Zigarrenindustrie in der Stadt Heidenheim und der Umgebung.
- Frauengeschichtswerkstatt Herrenberg (Filmportrait): Frauen gestalten Herrenberg. Herrenbergerinnen des 20. Jahrhunderts. Politik-Bildung-Kultur-Sport.

Jugendförderpreis
- Jana Schumacher, Tübingen (Filmportrait): Erziehung von oben und von unten. Einfluss des Nationalsozialismus auf Jugend und Schule am Beispiel von Tübingen.

Schülerpreis
- Geschichts-AG des Nicolaus-Kistner-Gymnasiums Mosbach (Filmportrait): Johnny, have you chewing gum? - Der Einmarsch der Alliierten in Mosbach.

2015
1. Preis
- Frank Janzowski, Meckesheim (Filmportrait): Die NS-Vergangenheit in der Heil- und Pflegeanstalt Wiesloch.

2. Preise
- Helmut Herwanger (†), Bad Waldsee (Filmportrait): Oberschwäbische Botaniker aus fünf Jahrhunderten.
- Uwe Siedentop, Heidenheim (Filmportrait): Die Brenztalbahn.

Jugendförderpreis
- Maria Müller, Oppenau (Filmportrait): Der Windpark Alexanderschanze - Ein Nein zum Tourismus?

Schülerpreise
- Paula Woreschk gemeinsam mit Hermine Gäckle, Mosbach und Elztal (Filmportrait): Gruß aus der Idioten-Anstalt Mosbach.
- Fabiola Walzl, Oppenau (Filmportrait): Bad Antogast - Vom regionalen Kurbad zum internationalen Yoga-Zentrum.

2014
1. Preis
- Arno Huth, Mosbach (Filmportrait): Das doppelte Ende des »K.L. Natzweiler« auf beiden Seiten des Rheins.

2. Preise
- Autorenteam Evy Kunze, Eberhard Kögel und Tobias Bautz, Kernen im Remstal (Filmportrait): Dorfgedächtnis (zwei Filme zur Kelterkathedrale).
- Albert Rau, Altheim/Alb (Filmportrait): Altheim/Alb mit Söglingen und Zähringen - Einblicke in die Dorfgeschichte.

Jugendförderpreis
- Elena Muggenthaler, Gutach im Breisgau (Filmportrait): Heinrich Rosenberg – Freiburg-Gurs-Auschwitz.

Schülerpreis
- Geschichts-AG des Nicolaus-Kistner-Gymnasiums Mosbach (Filmportrait): Hammerlager, Jammerlager – früher und heute?

2013
1. Preis
- Hermann Brendle, Bad Saulgau (Filmportrait): Hohentengen - die Göge.

2. Preise
- Emil Glück und Christa Vöhringer-Glück, Sonnenbühl (Filmportrait): Offenhausen am Ursprung der Großen Lauter und seine wechselvolle Geschichte.
- Werner L. Frank, USA (Eppingen) (Filmportrait): The Curse of Gurs — Way Station to Auschwitz.

Jugendförderpreis
- Autorenteam Eduard Stürmer, Kathrina Edinger u. a., Karlsruhe (Filmportrait): Dokumentation über den Truppenübungsplatz Heuberg bei Stetten am kalten Markt.

Schülerpreise
- Lea und Sophia Hackel, Nicolaus-Kistner-Gymnasium Mosbach bzw. Neunkirchen: Zuerst Fremde, dann Nachbarn, dann auch Freunde?
- Autorenteam Katrin Thome, Maximilian Biller, Johannes Büge, Helen Holldorb, Nicole Spörle, Karlsruhe (Filmportrait): Vom Banknachbarn zum Terroristen - Thomas Weisbecker.

2012
1. Preis
- Herbert Karl, Karlsruhe-Neureut: Die Kirchfeldsiedlung.

2. Preis
- Otto-Günter Lonhard, Pforzheim: Blaubeurer Häuserbuch.
- Walter Röhm, Bad Urach: Schäfertag und Schäferlauf in Bad Urach.

Jugendförderpreis
- Johannes Ladwig, Oberkirch: Aufstieg der NSDAP im Renchtal.

Schülerpreise
- Autorenteam Irina Engelmann / Linda Hofmann / Miriam Wolff, Gymnasium Plochingen: NS- „Euthanasie“ im Landkreis Esslingen.
- Andreas Wolk, Wentzinger-Gymnasium Freiburg: Jakob Locher und seine Übersetzung des Narrenschiffs.

2011
1. Preis
- Werner K. Mayer, Schwäbisch Gmünd: Der Unterjura in der Umgebung von Schwäbisch Gmünd.

2. Preise
- Hartwig Büsemeyer, Esslingen: Auf der Schattenseite des Lebens - Franz Antonie Stahl.
- Walter Caroli, Lahr: Dinglingen - das Dorf am Schutterlindenberg.

Jugendförderpreis
- Annika Grässle und Dennis Dressel, Stuttgart-Weilimdorf: Das Gewerbegebiet Weilimdorf.

Schülerpreise
- Hermann-Merz-Schule Ilshofen: Zeitzeugen aus Gusseisen.
- Pestalozzischule - Förderschule Rheinau-Membrechtshofen: So babblä mir - Das Memprechtshofener Mundartwörterbuch.

2010
1. Preis
- Volker Mall und Harald Roth, Herrenberg: Jeder Mensch hat einen Namen.

2. Preise
- Manfred Hildenbrand, Hofstetten: Haslach im Kinzigtal.
- Hans-Josef Ruggaber und Manfred Steck, Horb-Mühringen: Mühringer Hausgeschichte(n).

Jugendförderpreis
- Julia Lorenz, Laura de Lange, Nico Weinbrecht, Pepijn van Dijk, Bismarck-Gymnasium Karlsruhe: Die Baracke, eine (fast) vergessene Geschichte.

Schülerpreis
- Lara Bernhard und Lina Bräu, Bad Waldsee: Deutsche Heimatvertriebene nach dem 2. Weltkrieg in Bad Waldsee.

2009
1. Preis
- Jürgen Sutter, Freiburg: Opfinger Wörterbuch.

2. Preise
- Christine Eigel, Ettlingen: Die Ettlinger Wilhelmshöhe 1898 - 2008 — Kurhotel - Olympiastützpunkt - Künstlerhaus.
- Dieter Walker, Mannheim: Güterbesitz in Birkmannsweiler — Eine empirische Auswertung der Inventuren und Teilungen zwischen 1777 und 1898.

Jugendförderpreis
- Theresa Ehret, Weisweil (Breisgau): Die französische Besatzungspolitik in Baden von 1945 bis 1949 — „Revanchepolitik“ oder Basis für die deutsch-französische Freundschaft?

Schülerpreis
- Autorenteam Pascal Sindlinger, Jonathan Seeger, Lisa Straub, Sabrina Dengler, Marc Baitinger des Technischen Gymnasiums Nagold (Betreuender Lehrer: Gabriel Stängle): Gerechte unter den Völkern — Die stillen Retter untergetauchter Juden im Nordschwarzwald und Oberen Gäu.

2008
1. Preis
- Gisela Rothenhäusler, Bad Wurzach: Das Wurzacher Schloss 1940–1945 — Ein kleines Kapitel europäischer Geschichte.

2. Preise
- Autorenteam Arbeitskreis Munitionsanstalt Urlau, Leutkirch (Gebhard Blank, Bettina Kahl, Matthias Hufschmid): Die Geschichte der Muna Urlau.
- Berno Müller, Leimen: Der Kirchturm ist dem Himmel nahe.

Jugendförderpreis
- Comenius AG, Otto-Hahn-Gymnasium Ostfildern (Betreuende Lehrerin: Ingrid Stritzelberger): Von den Fildern in die Welt und zurück.

Schülerpreis
- Geschichtswerkstatt an der Lessing-Realschule Freiburg (Betreuende Lehrerin: Rosita Dienst-Demuth): Die Zwangsschule für jüdische Kinder in Freiburg 1936–1940.

2007
1. Preis
- Kurt Hodapp, Waldshut-Tiengen: Die Landgrafschaft Klettgau von 1408 bis 1687.

2. Preise
- Bernd Fischer, Buchen: Vom Klosterdorf zur Wohngemeinde - 700 Jahre Einbach.
- Martina Oberndorfer, Staig: Wiblingen - Vom Ende eines Klosters.

Jugendförderpreis
- Theresa Pleitner, Blaubeuren: Schernbach Ein Ort - Zwei Welten.

Schülerpreise
- Geschichts-AG der Schurwaldschule Rechberghausen (Ansprechpartner: Angelika Taudte): Geschichte erleben Birenbacher Hausgeschichten.
- Projekt einer Autorengruppe des Bismarck-Gymnasiums Karlsruhe (Ansprechpartner: Johann Rasmus Raecke): Neue Gedanken zum Ziel führen — Ein Blick auf die Jugend nach den Weltkriegen in Karlsruhe.

2006
1. Preis
- Jürg Arnold, Ostfildern: ’Im schönsten Wiesengrunde’ - Wilhelm Ganzhorn:

2. Preise
- Frank Schrader, Wolfach: Die Wolfacher Fasnet und ihre Gestalten.
- Heinz Tuffentsammer, Neudenau: Die Mühlen im Stadt- und Landkreis Heilbronn.

Jugendförderpreis
- Geschichtsprojekt des Bismarck-Gymnasiums Karlsruhe (Ansprechpartnerin: Susanne Lahres): Arbeit und Arbeiterexistenz im Wandel. Beobachtungen zur Arbeiterlage in Karlsruhe zur Zeit der Weimarer Republik (1924–1932).

Schülerpreis
- AG Landeskunde des Hartmanni-Gymnasiums Eppingen (Ansprechpartner: Bernd Röcker): Jüdisches Leben im Kraichgau.

2005
1. Preis
- Hans Georg Wehrens, Freiburg: Freiburg im Breisgau 1504–1803 — Holzschnitte und Kupferstiche.

2. Schülerpreise
- Manfred Enderle, Leipheim: Die Pilzflora des Ulmer Raumes.
- Volker von Offenberg, Heidelberg: Prost Heidelberg – Die Geschichte der Heidelberger Brauereien und Bierlokale.

Jugendförderpreis — Preis wurde aberkannt
Schülerpreis
- Klasse 8a der Christiane-Herzog-Realschule Nagold: Die Felle schwimmen davon - vom Aufstieg und Niedergang des Gerbereigewerbes im Oberen Nagoldtal am Beispiel von Rohrdorf.

2004
1. Preis
- Hanna Huber und Stephanie Sußbauer, Schwäbisch Gmünd: Heimat heute.

2. Preise
- Gisbert Hoffmann, Tettnang: Kapellen in Tettnang und Meckenbeuren.
- Werner Sedler, Irmgard Sedler (Hrsg.), unter Mitarbeit von Albert und Friedrich Arz, Maria Bartel, Lukas Ehrlich aus Ludwigsburg: Zied. Ein Dorf und seine Geschichte.

Jugendförderpreis
- Steffen Leopold, Hans-Furler Gymnasium Oberkirch: Baden-Airport - Von der Air-Base zum Business-Center.
- Leoni Link und Iris Sutter, Gymnasium Hechingen: Reise in die Heimat - Reise in die Fremde — Eine Bearbeitung persönlicher Schilderungen über die Umsiedlung und Flucht der Bessarabiendeutschen im zweiten Weltkrieg.

Schülerpreise
- Schüler-AG Multimedia der GHS Wendelsheim (Klasse 3–9): Wendelsheim – Stadt Rottenburg.

2003
1. Preis
- Reinhold Adler, Ummendorf: Das war nicht  ́Karneval im August ́. Das Internierungslager Biberach an der Riß 1942 bis 1945. Geschichte und Hintergründe.

2. Preise
- Ruth Blank, Schorndorf: Uracher Bürger vor 1640, Bände 1 und 2 der Auflagen 2001 und 2003.
- Elga Roellecke, Karlsruhe: Bildung auf dem Land – Lehren und Lernen in der Volksschule.

Jugendförderpreise
- Florian Jung, Bruchsal: Grundel – Eine Familienchronik.
- Karsten Schumacher, Nagold: Die Geschichte der Eisbergkaserne Nagold und ihrer Bataillone.

Schülerpreis
- Internet- und Projektgruppe der Grund- und Hauptschule Hausen (Ansprechpartner: Antje Rösch und Mario Enderle): Hausen – Unser Dorf und wir alle.

2002
1. Preis
- Winfried Aßfalg, Riedlingen: Strafen und Heilen. Scharfrichter, Bader und Hebamme.

2. Preise
- Andreas Hirling, Pfalzgrafenweiler: Verehrt, verfolgt, (un)vergessen. Das Schicksal einer jüdischen Arztfamilie im Dritten Reich und Pfalzgrafenweiler im Nationalsozialismus.
- Wilfried Ott, Schönaich: Ich bin ein freier Wildbretschütz — Geschichte und Geschichten um die Wilderei.

Jugendförderpreis
- Film-AG des Johannes-Kepler-Gymnasiums in Weil der Stadt: Simon Hilpert, Simon Dreidoppel, Martin Schmid: Die Würm... Im Fluss der Zeit (CD-ROM)
- Auswanderungs-AG des Pestalozzi-Gymnasiums in Biberach: Vera Beißwenger, Samantha Maier, Melanie Maikler, Anne-Dorothee Rach, Martina Schmid, Vera Schnorrenberg:

Theodor Hengstler Castor 1862-1937. Von Biberach nach Quincy (USA).
Schülerpreise
- Seminarkurs 2000/01 des Peutinger-Gymnasiums in Ellwangen: Spurensuche: Wer war Erich Levi? Die jüdischen Schüler des Gymnasiums in Ellwangen 1823–1935.
- Projektgruppe der Theodor-Frank-Realschule in Teningen: Leben und Werk. Hilla von Rebay. 1890–1967.

2001
Landespreis
- Ilse Schulz, Neu-Ulm: Verwehte Spuren – Frauen in der Stadtgeschichte.

Preise
- Karen Eva Noetzel, Kissing: Asperg und das deutsche Thema.
- Karl Hauß, Offenburg: Die Geschichte der Ortenau, Band 3: Die Städte.

Jugendpreis
- Andrea Knauber, Zell: Die Wiesentalbahn.

2000
Landespreis
- Erhard Richter, Grenzach-Wyhlen: Beiträge zur Geschichte von Grenzach-Wyhlen und Umgebung.

Preise
- Rolf Götz, Weilheim: Die Sybille von der Teck.
- Gebhard Högerle, Schwendi: Die Rot und ihr Tal

Jugendpreis
- Claus Henrik Linke, Efringen-Kirchen: Die Eisenbahn in Efringen-Kirchen
- Daniel Römer, Fellbach: Gaststätten in Fellbach – eine heimatkundliche Dokumentation.

1999
Landespreis
- Harald Gomille, Dielheim: Die Geschichte der Gemeinde Gomille.

Preise
- Hans-Rainer Schmid, Nattheim: Natur um Nattheim.
- Karl Werner Steim, Riedlingen: Revolution von 1848/49 im Oberamt Riedlingen.

Jugendpreis
- Thorsten Gut, Engen: Hohenhewen/Burg und Herrschaft im Wandel der Zeit.

1998
Landespreis
- Hans Gräser, Kreßberg: Die Schlacht um Crailsheim — Das Kriegsgeschehen im Landkreis Crailsheim im 2. Weltkrieg.

Preise
- Michael Konnerth, Gundelsheim: Abtsdorf — Ein ehemals deutsches Dorf in Siebenbürgen.
- Hasso Von Haldenwang, Frankfurt: Überleben im Zwielicht — Erinnerungen an die Wildensteiner Jenischen.

Jugendpreis
- Michael Schick, Laupheim: Chronik der Autofirma Steiger.

1997
Landespreis
- Eugen Wendler, Reutlingen: Das Band der ewigen Liebe.

Preise
- Marlis Schleissner-Beer, Spraitbach: Walcher-Chronik.
- Wilhelm Josef Waibel, Singen: Schatten am Hohentwiel.

Jugendpreis
- Steffen Hinderer, Gaildorf: Hexen, Henker und Halunken.

1996
Landespreis
- Max Scheifele, Stuttgart: Als die Wälder auf Reisen gingen.

Preise
- Walter Schmid, Kusterdingen (Herausgeber: Dr. Hans-Jörg Schmid (Sohn)): Die Auswanderung auf den Härten.

Im Juli 1994 verstarb überraschend Dr. Walter Schmid, noch bevor er sein Manuskript zu dem
Buch, das zu Beginn des Jahres 1994 in seiner Endfassung vorlag, veröffentlichen konnte. Sein
Sohn, Dr. Hans-Jörg Schmid und Frau Rose Schmid haben das Lebenswerk von Dr. Walter Schmid
postum veröffentlicht.
- Jürgen Wohlfahrth, Vorsitzender des Vereins TRAUM-A-Land e.V., Tauberbischofsheim: Bauernkriegs-Landschaft Tauber-Franken. Radtouren-Reiseführer. Teil 1 Rothenburg–Creglingen–Bad Mergentheim–Boxberg–Schöntal–Möckmühl; Teil 2 Lauda–Tauberbischofsheim–Wertheim–Miltenberg

Jugendpreis – nicht vergeben
1995
Landespreis – nicht vergeben
Preise
- Eberhard Kögel, Stetten: Ruhestörung Teil 1 + 2.
- Günther Meinhold, Balingen: Frommern, Dürrwangen und Stockenhausen.

Jugendpreis
- Patrick Götz, Rheinmünster: ... dem feur zu zelouffen, und trestlich Rettung thun.
- Oliver Meiser, Pfullingen: Flurnamen, Gewandnahmen und Örtlichkeitsbezeichnungen in Stadt und Markung Pfullingen

1994
Landespreis
- Gertrud Streit, Rielasingen: Geschichte des Dorfes Rielasingen.

Preise
- Walfried Blaschka, Durmersheim: Wostitz – Geschichte einer deutschen Marktgemeinde in Südmähren.
- Werner Heinz, Weingarten: Der Lithograph Josef Bayer und seine Zeit (1820–1879).

Jugendpreis
- Florian Henning Setzen, Waldstellen: Geheimnisvolles Christental.

1993
Landespreis
- Heinrich Kaiser, Bernau: Handwerk, Handel, Gewerbe seit Bestehen der Bernauer Talbesiedlung.

Preise
- Karl-Heinz Wüstner, Ilshofen: Zirkelschlag und Vasenstrass.
- Eugen Sauter, Ulm: Neenstetten – ein Dorf auf der Ulmer Alb.

Jugendpreis
- Thomas Adam, Bruchsal: Anderthalb Jahrhunderte badischer Eisenbahnbau: Soziologische Betrachtungen zu einer umwälzenden Entwicklung.

1992
Landespreis
- Gunter Dohl, Rottenacker: Die Grafen von Wartstein und ihre Burgen im Lautertal.

Preise
- Hans Mattern, Schorndorf und Reinhold Wolf, Marbach: Die Haller Landheg – ihr Verlauf und ihre Reste.
- Roland Walloschke, Schwäbisch Hall: Von der Pfalz zum Dunajetz.

Jugendpreis
- Tanja Dornes, Müllheim: Die technische Entwicklung der historischen Getreidemühlen im Schwarzwald.

1991
Landespreis
- Raimund Kolb, Weingarten: Bähnle, Mühle, Zug und Bus – die Bahn im mittleren Schussental.

Preise
- Werner Debler, Schwäbisch Gmünd: Das Geschlecht der Debler und seine Bedeutung für die Stadt Schwäbisch Gmünd.
- August Vetter, Waldkirch: Kollnau, die Geschichte einer mittelalterlichen Ausbau- und Streusiedlung, einer Industrie- und Waldsiedlung im Elztal und Sumpfohren, Stadtteil von Hüfingen, ein Bauerndorf im Herzen der Baar.
- Gotthelf Zell, Kirchberg an der Murr (verstorben im Dezember 1995): Zeiden – Chronik einer Stadt im Burzenland.

1990
Landespreis
- Otto Ströbel, Wallhausen: Hengstfeld – Leben in einer ritterschaftlichen Gemeinde.

Preise
- Rudolf Töpfer, Balingen: Das Königlich-Württembergische Postamt Balingen in der Zeit von 1806 bis 1918/20:
- Ralf Bischoff, Eppingen und Reinhard Hauke, Ahrweiler: Der jüdische Friedhof in Eppingen.

Jugendpreis
- Autorengruppe Armin Bannwarth, Dirk Metzeler, Martina Reich, Walter Schlecht, Waldkirch: NS-Propaganda in Waldkirch.
- Schülerarbeitsgruppe am Goldberg-Gymnasium Sindelfingen: Zwangsarbeiter in Sindelfingen 1940–1945.

1989
Landespreis
- Gerd Bender, Furtwangen: Die Uhrenmacher des hohen Schwarzwaldes und ihre Werke.

Preise
- Zorica Dierolf, Löchgau: Kartierung der Gemarkung Löchgau 1986/88.
- Herbert Kolb, Ludwigsburg: Heimatgedenkbuch Rudelzau.

Jugendpreis
- Andreas Schmauder und Bruno Seitz, Metzingen: Glems – Geschichte eines Dorfes am Fuße der Schwäbischen Alb.

1988
Landespreis
- Gerd Maier, Biberach: Marksteinzeugen und Dienstsiegel – Alte Rechtswahrzeichen im Landkreis Biberach.

Preise
- Andreas Schindler, Sinsheim: Harkau mein Heimatdorf – Die Geschichte eines deutschen Bauerndorfes in Westungarn.
- Gerhard Friedrich Linder, Stutensee: Rauental – Die Geschichte einer badischen Gemeinde

Jugendpreis
- Peter Nicola, Freiburg im Breisgau: Geschichte der Glocken der Stadt Pforzheim einschließlich der Stadtteile Arlinger, Buckenberg, Brötzingen, Dillweißenstein – Ein Beitrag zur Glockenkunde.

1987
Landespreis
- Michael Sylvester Koziol, Schwäbisch Hall: Rüstung, Krieg und Sklaverei – Der Fliegerhorst Schwäbisch Hall-Hessental und das Konzentrationslager.

Preise
- Peter Schürer, Wäschenbeuren: Beurmer Leaba – Wäschenbeurener Bilder- und Geschichtenbuch.
- Eugen Bellon, Kernen: Flurnamen des Weinortes Stetten im Remstal

Jugendpreis
- Albrecht Ernst, Sachsenheim: Das kurpfälzische Bauerngeschlecht Schragmüller als Erbauer des Palmschen Hauses in Mosbach.

1986
Landespreis
- Werner Frasch, Stuttgart: Kirchheim unter Teck – Aus Geschichte und Gegenwart einer Stadt und ihrer Bewohner.

Preise
- Klaus Bommer, Laupheim: Brutbiologische Erkenntnisse und Schutzmaßnahmen bei Einzelbruten der Wiesenweihe in Getreidefeldern des nördlichen Oberschwabens.
- Christian Brücker, Winnenden: 20 Publikationen zu Forschungen über die Donaudeutschen sowie zur Geschichte der Stadt Backnang.

1985
Landespreis
- Dietrich Walcher, Wolpertswende: Wolpertswende – eine Gemeinde im Schatten des großen Geschehens.

Preise
- Franz Schneider, Heitersheim: Sibirische Wildgänse überwintern in Baden – Württemberg.
- Hans Linder, Hirrlingen: Hirrlinger Volkslieder-Buch.

Jugendpreis
- Stefan Uhl, Warthausen: Buckelquader an Burgen der Schwäbischen Alb.
- Jörg Hudlmaier, Mögglingen: Eine Untersuchung zur Flur- und Ortsgenese des Dorfes Mögglinge.

1984
Landespreis
- Dieter Klepper, St. Georgen: St. Georgen den Hauptpässen nahe gelegen.

Preise
- Rudolf Morath, Ulm: Peter Mayer 1718–1800 – Der Universität Freiburg i. Br. Bürger, Kupferstecher und Maler.
- Konrad Sutter, Waldshut: Beiträge zu „St. Blasien – 200 Jahre Kloster- und Pfarrkirche“

Jugendpreis
- Arbeitsgruppe Biotopschutz im Naturschutzzentrum Pforzheim e.V.: Schutz einer Großlandschaft – Landschaftsbeschreibung sowie Atlas der Tier- und Pflanzenwelt des schutzwürdigen Enztales zwischen Niefern und Mühlacker.

1983
Landespreis
- Ernst Guther (verstorben), Gertsetten: Gerstetten – Im Wandel der Zeiten.

Preise
- Dieter Petri, Zell am Harmersbach: Die Tiengener Juden.
- Erich Tomschick, Markgröningen: Mödritzer Heimatbuch.

Jugendpreis
- Christoph Stauß, Mengen: Sämtliche Burgen, Schlösser und verlassene Burgstellen im Landkreis Sigmaringen

Aktenordner mit zahlreichen Einzelbeiträgen (Manuskripte, Abbildungen u. ä.)
1982
Landespreis
- Max Frommer, Villingen-Schwenningen: Isingen — Kulturkunde einer kleinbäuerlichen Schwäbischen Gemeinde.

Preise
- Hartmut Graf, Heilbronn: Unterländer Altäre 1380–1530.
- Valentin Oberkersch, Stuttgart: Die Deutschen in Syrmien, Slawonien und Kroatien bis zum Ende des 1. Weltkrieges.

Jugendpreis
- Joachim Faitsch, Durchhausen: Durchhausen – von der Steinzeit zur Gegenwart, Durchhausen – Historische Bausubstanz, Trachten der evangelischen Baar